# Valea Mare-Bratia, Argeș
Valea Mare-Bratia este un sat în comuna Bălilești din județul Argeș, Muntenia, România.